# Díszpintyfélék

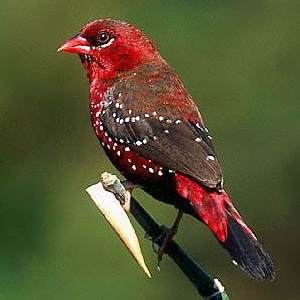
Tigrispinty (Amandava amandava)

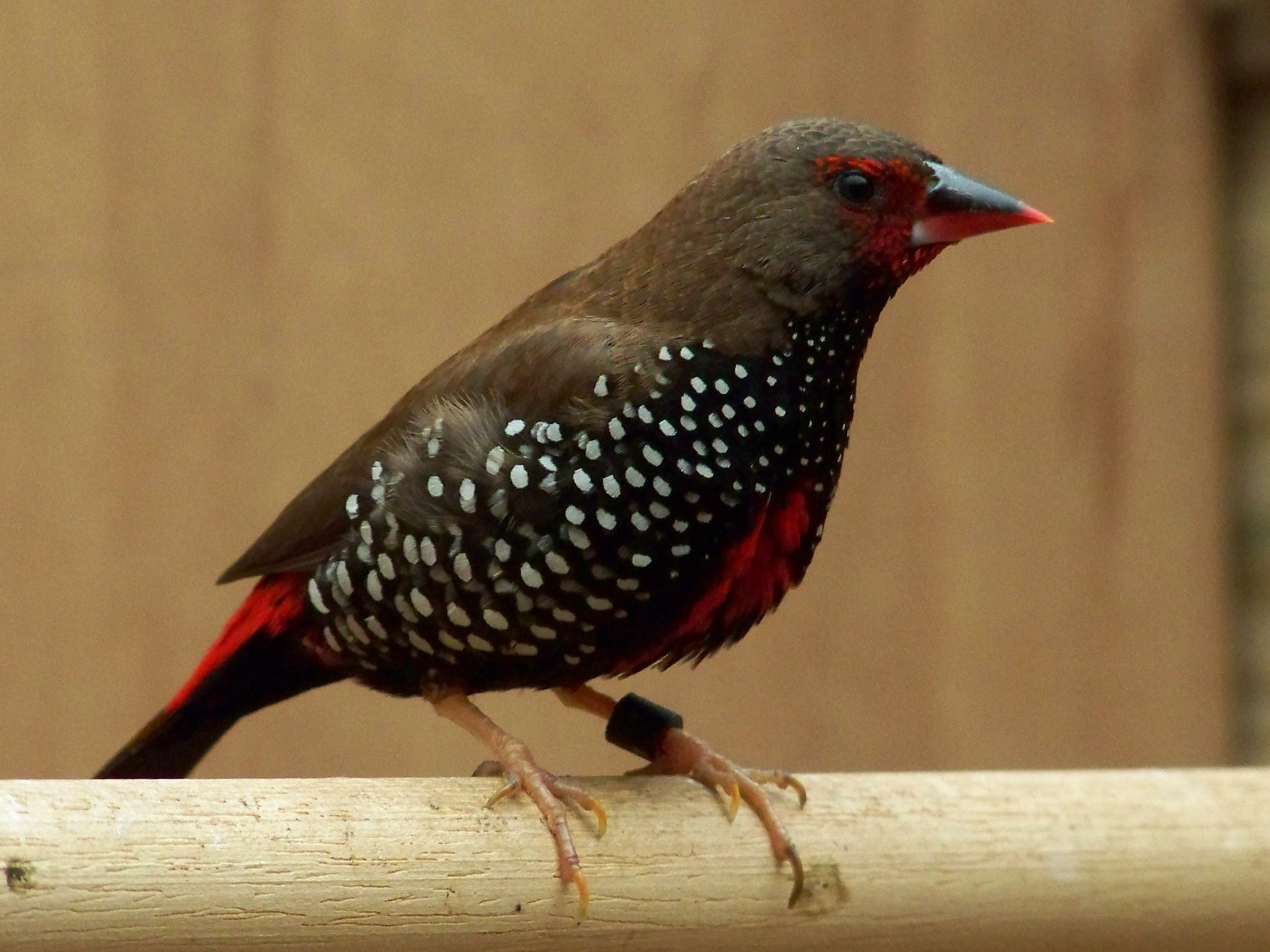
festett asztrild (Emblema picta)

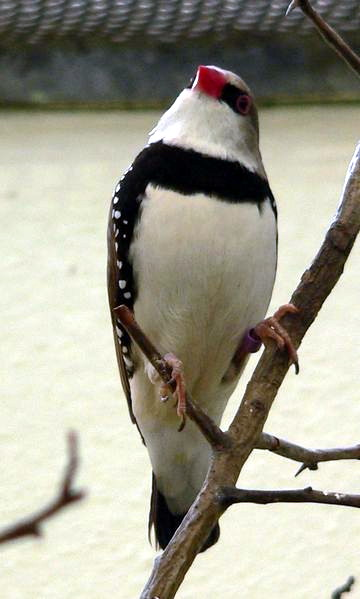
Gyémántpinty (Stagonopleura guttata)

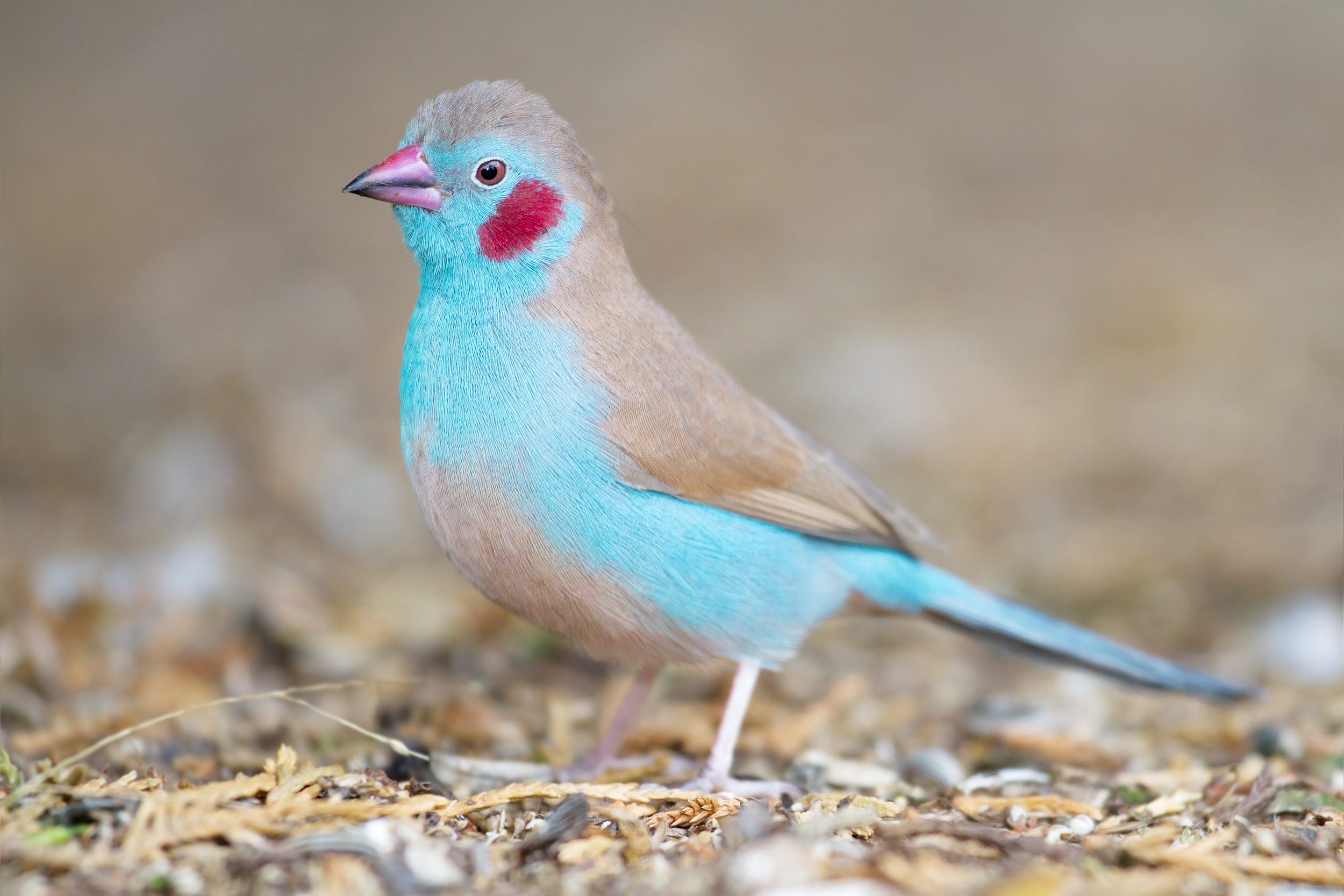
Pirosfülű pillangópinty (Uraeginthus bengalus)

A díszpintyfélék (Estrildidae) a madarak osztályának verébalakúak (Passeriformes) rendjébe tartozó család. Az, hogy hány nem és hány faj tartozik a családba, ma is vitatott.
Afrikai, orientális és ausztráliai elterjedésű család. Számos faját  díszmadárként is tartják. Erdős szavannák, szavannák, sztyeppék madarai. Többségük magevő.

## Rendszerezés
A családba az alábbi alcsaládok, nemek és fajok tartoznak.

### Poephilinae
A Poephilinae alcsaládba az alábbi nemeket sorolják:
- Heteromunia – 1 faj
- Oreostruthus – 1 faj
- Stagonopleura – 3 faj
- Neochmia – 2 faj
- Emblema – 1 faj
- Bathilda – 1 faj
- Aidemosyne – 1 faj
- Stizoptera – 1 faj
- Taeniopygia – 2 faj
- Poephila – 3 faj

### Lonchurinae
A Lonchurinae alcsaládba az alábbi nemeket sorolják:
- Spermestes – 5 faj
- Lepidopygia – 1 faj
- Euodice – 2 faj
- Padda  – 2 faj
- Mayrimunia – 2 faj
- Lonchura – 27 vagy 31 faj

### Erythrurinae
Az Erythrurinae alcsaládba az alábbi nemeket sorolják:
- Erythrura – 12 faj
- Chloebia – 1 faj

### Estrildinae
Az Estrildinae alcsaládba az alábbi nemeket sorolják:
- Nesocharis – 2 faj
- Coccopygia – 3 faj
- Mandingoa – 1 faj
- Cryptospiza – 4 faj
- Parmoptila – 2 faj
- Nigrita – 4 faj
- Delacourella – 1 faj
- Brunhilda – 2 faj
- Glaucestrilda – 4 faj
- Estrilda – 12 vagy 17 faj

### Amandavinae
Az Amandavinae alcsaládba az alábbi nemeket sorolják:
- Ortygospiza – 4 faj
- Amadina – 2 faj
- Amandava – 3 faj

### Lagonostictinae
A Lagonostictinae alcsaládba az alábbi nemeket sorolják:
- Granatina – 2 faj
- Uraeginthus – 3 faj
- Pyrenestes – 3 faj
- Spermophaga – 3 faj
- Pytilia – 5 faj
- Euschistospiza – 2 faj
- Hypargos – 2 faj
- Clytospiza – 1 faj
- Lagonosticta – 11 faj

## Képek

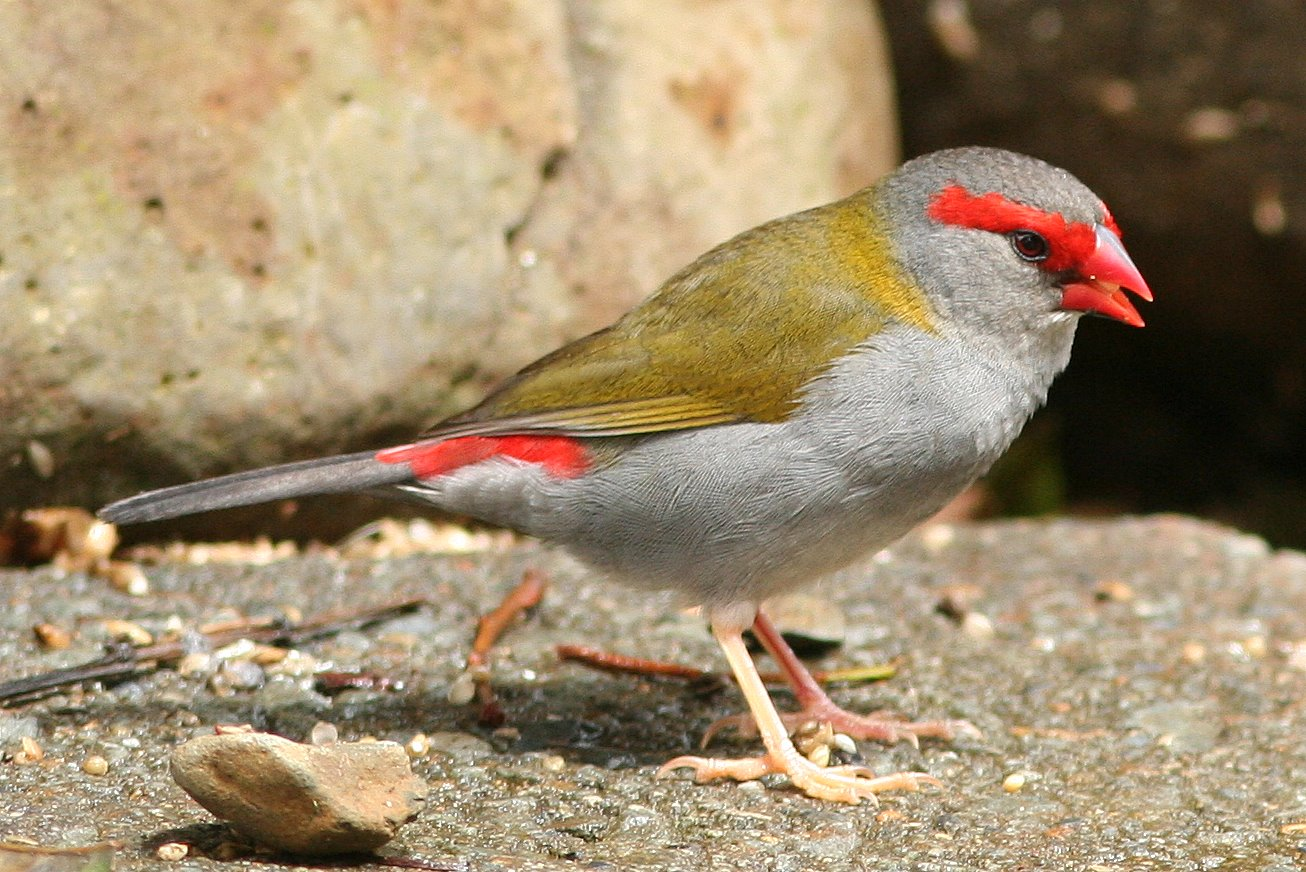
vörösszemsávos pinty (Neochmia temporalis)
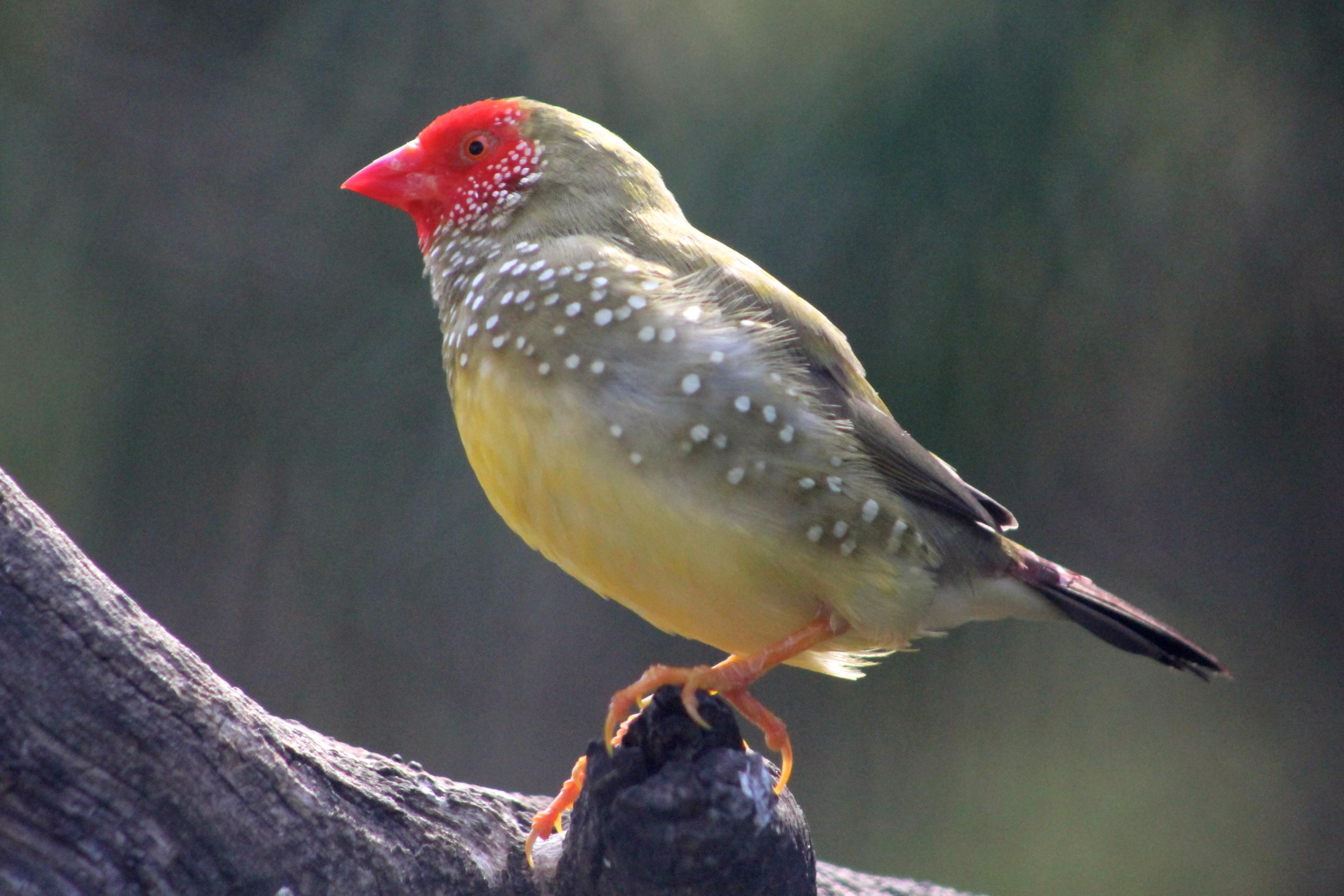
kákapinty (Bathilda ruficauda)
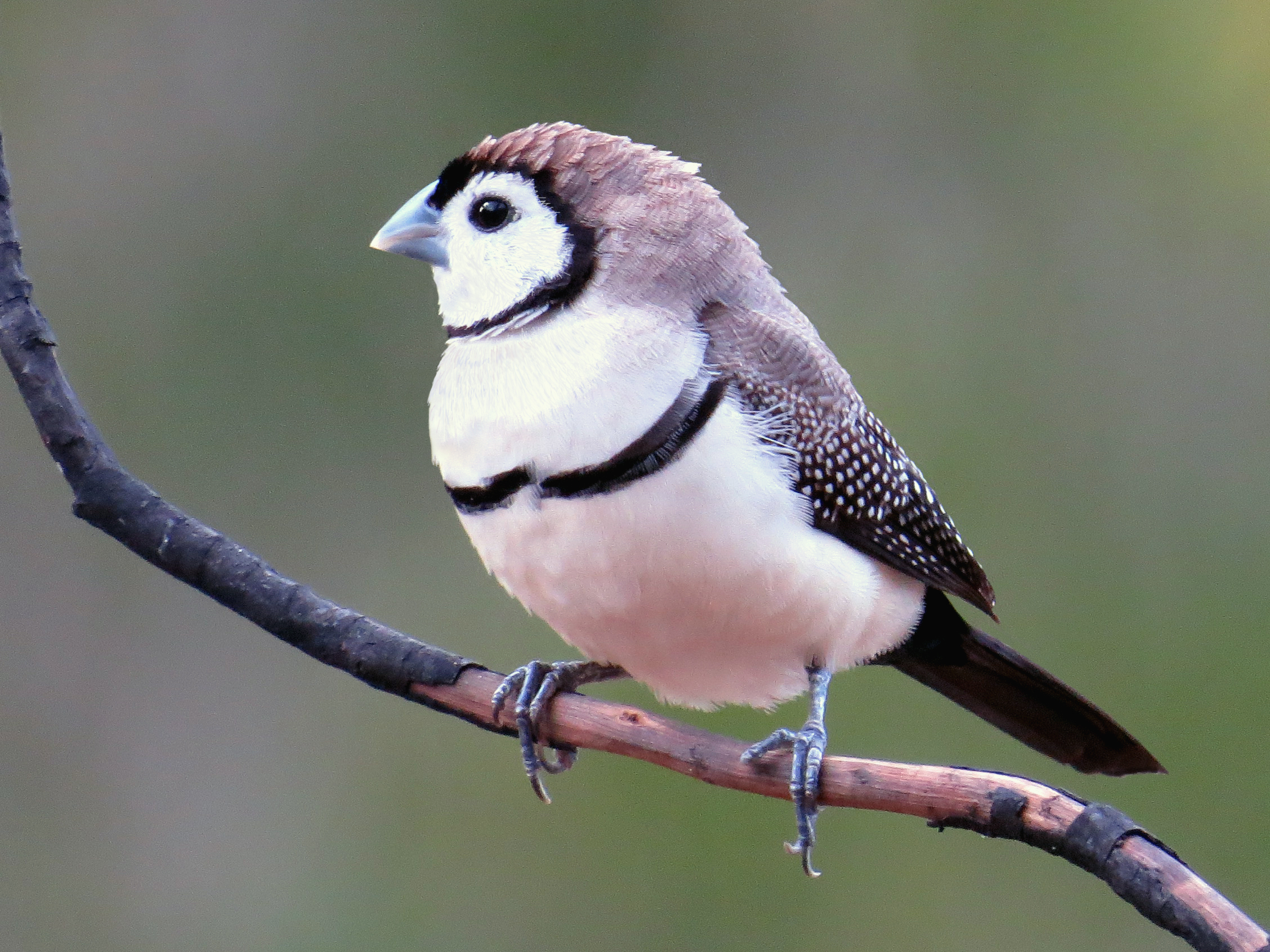
rácsosszárnyú asztrild (Stizoptera bichenovii)
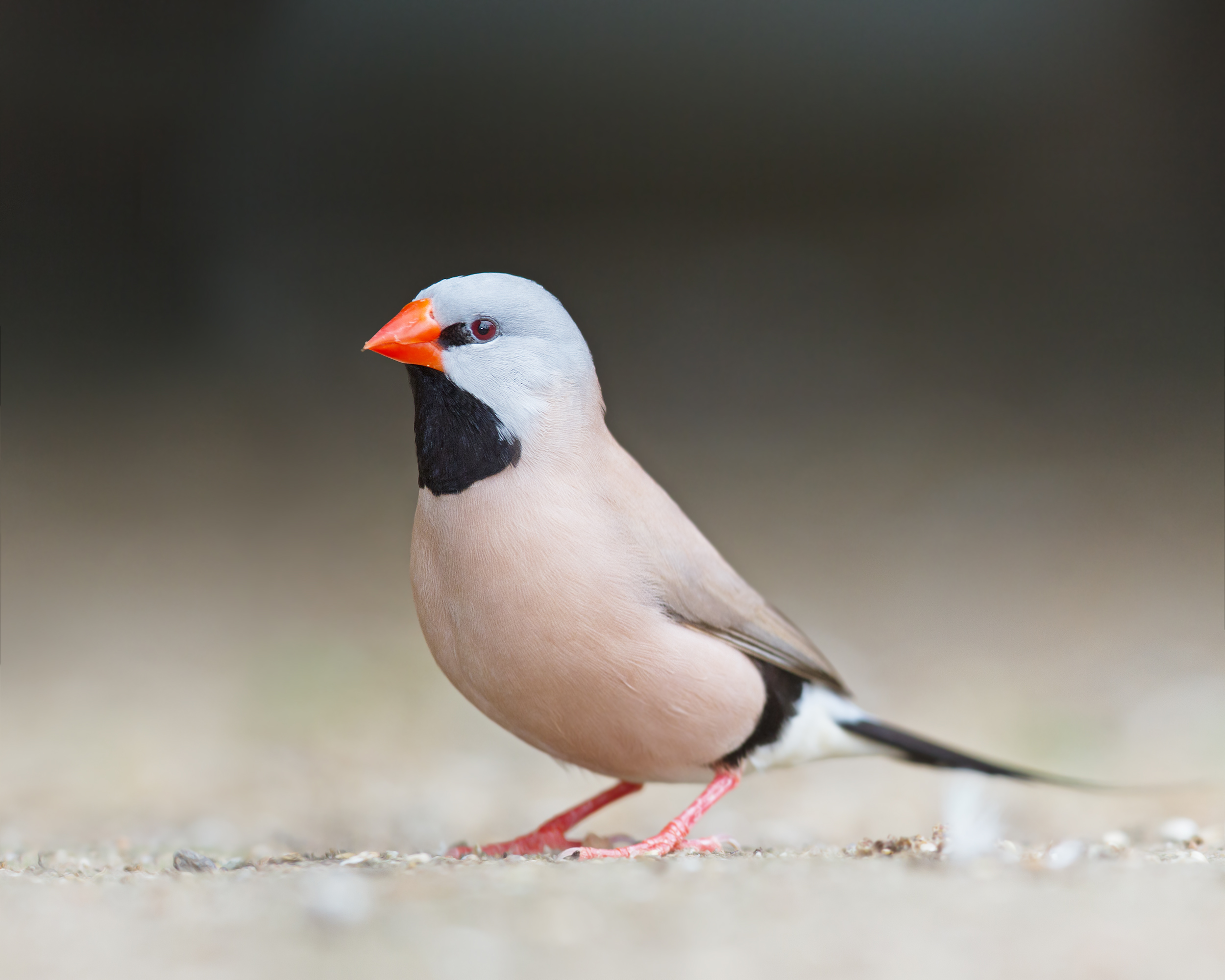
ékfarkú amandina (Poephila acuticauda)
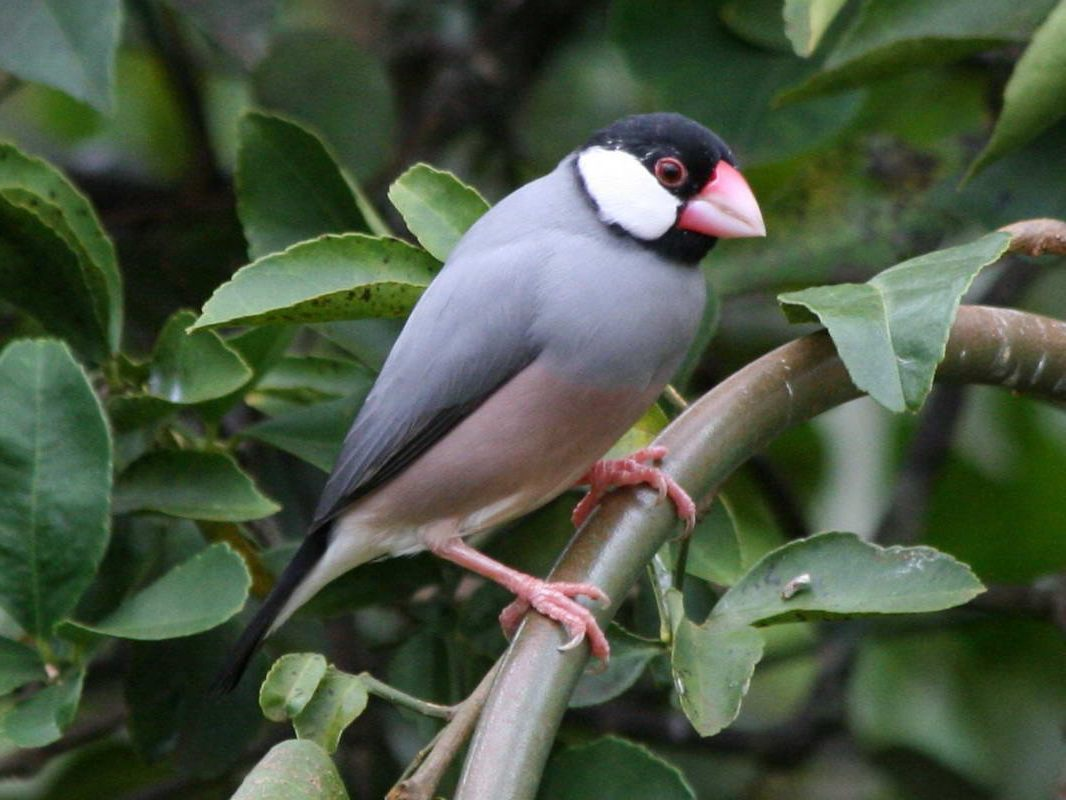
rizspinty (Lonchura oryzivora)
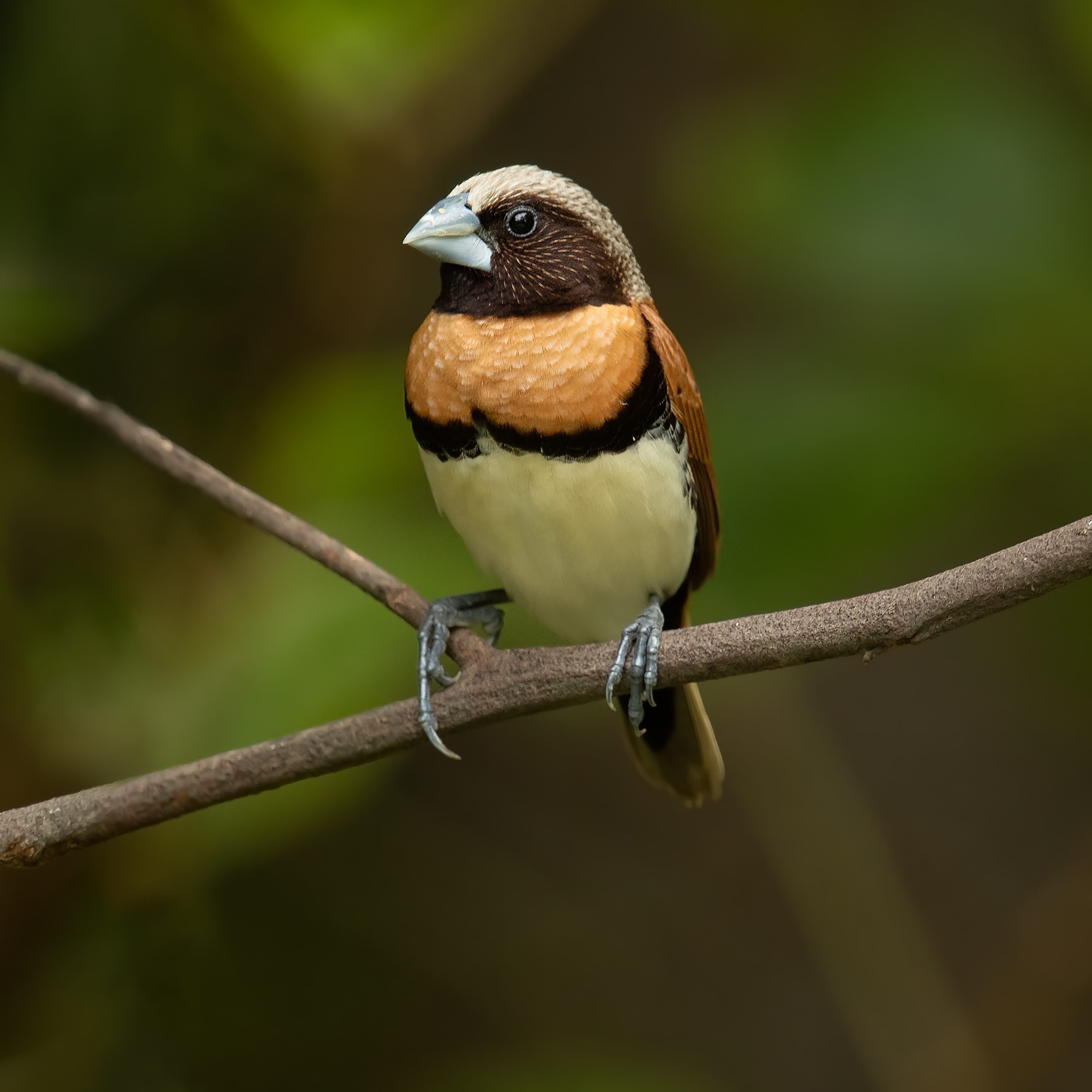
barnamellű nádipinty (Lonchura castaneothorax)
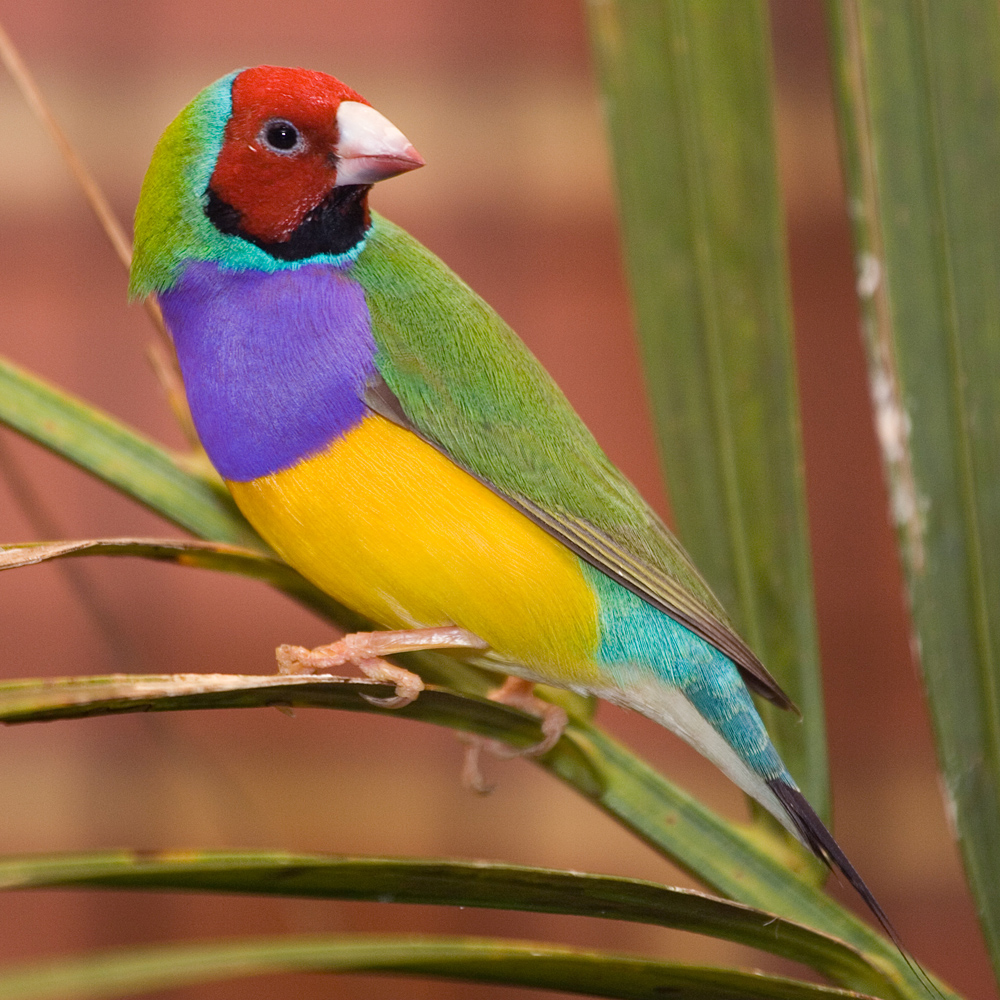
Gould-amandina (Chloebia gouldiae)
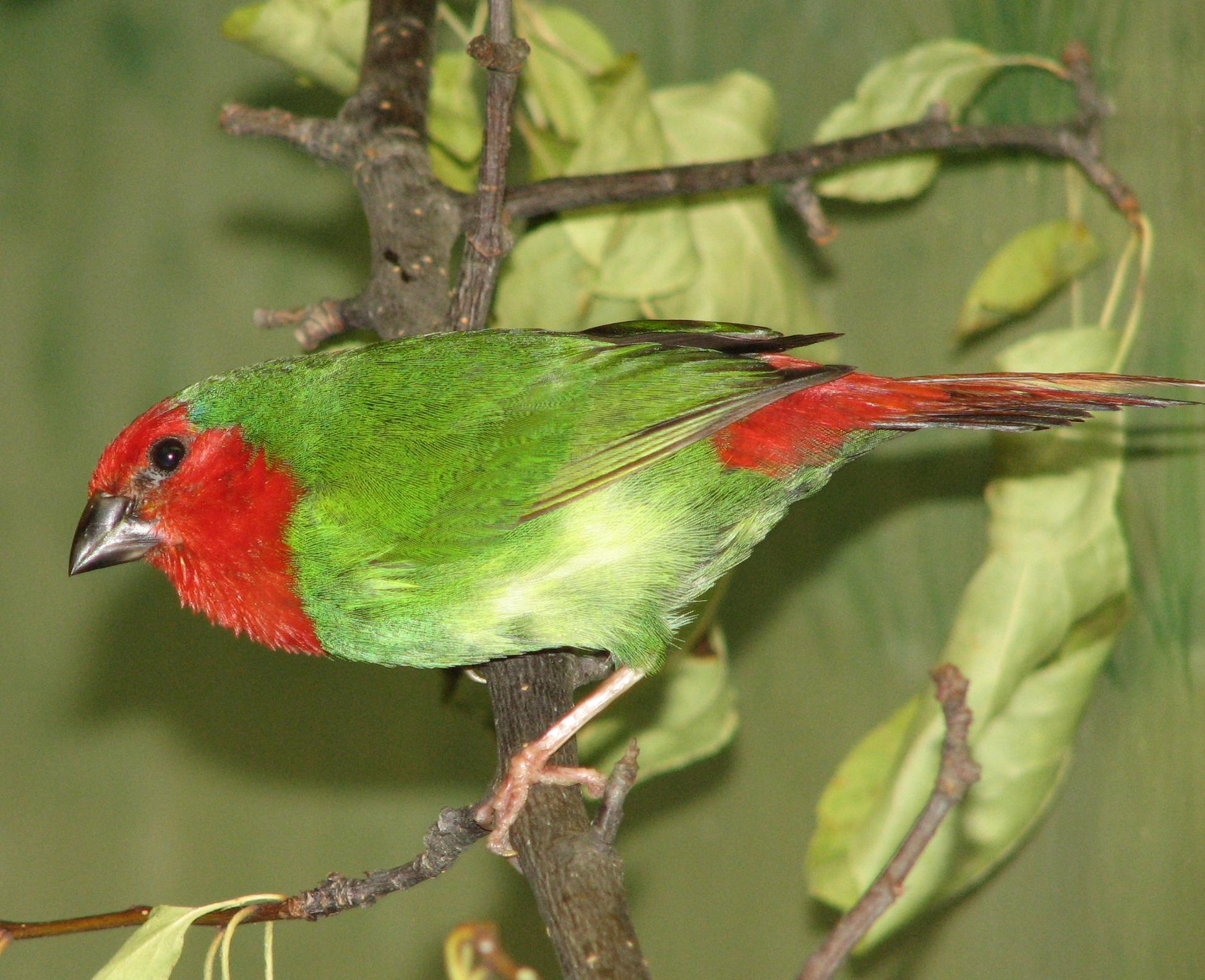
vörösfejű papagájamandina (Erythrura psittacea)
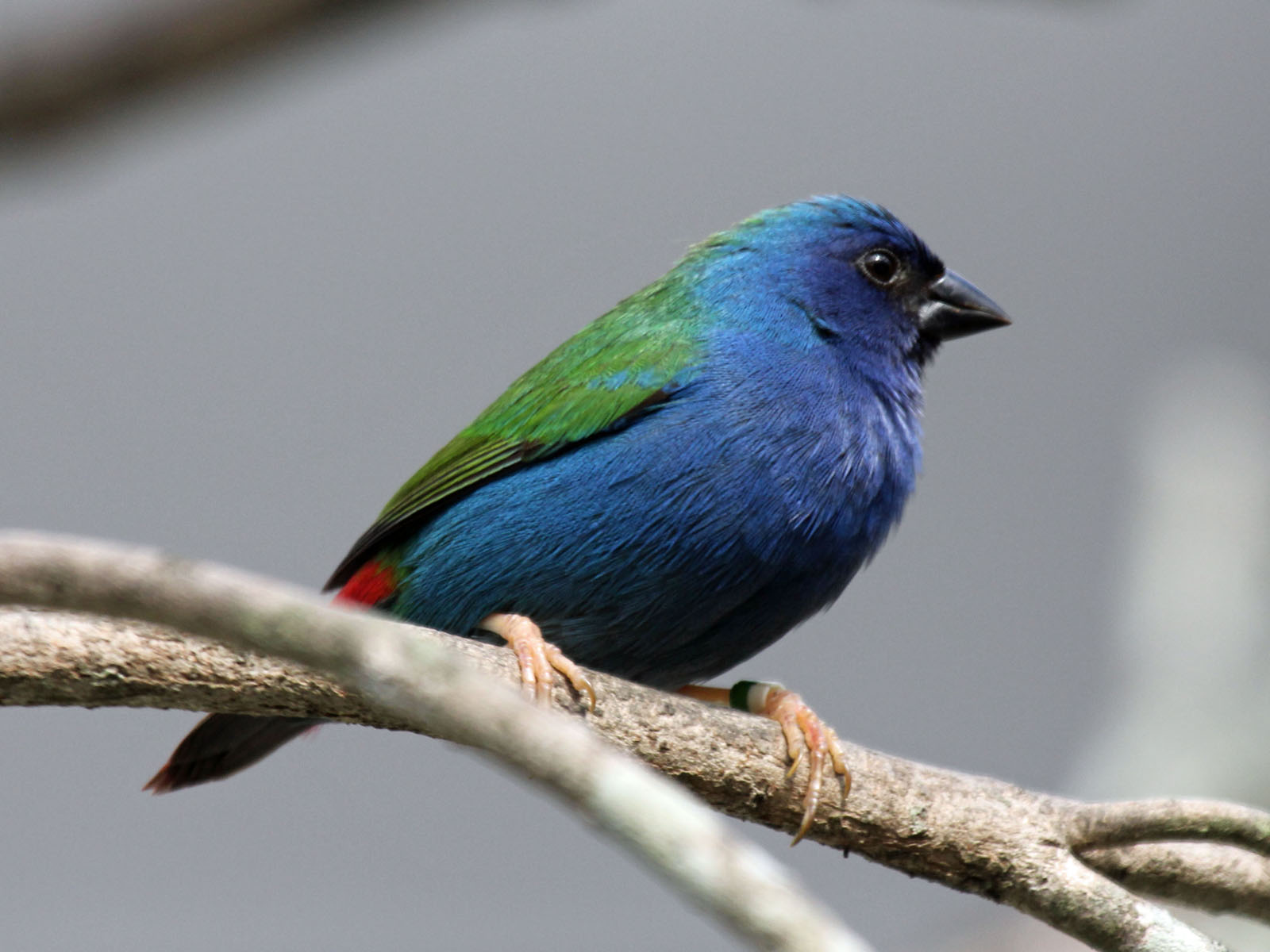
Timor-szigeti papagájamandina (Erythrura tricolor)
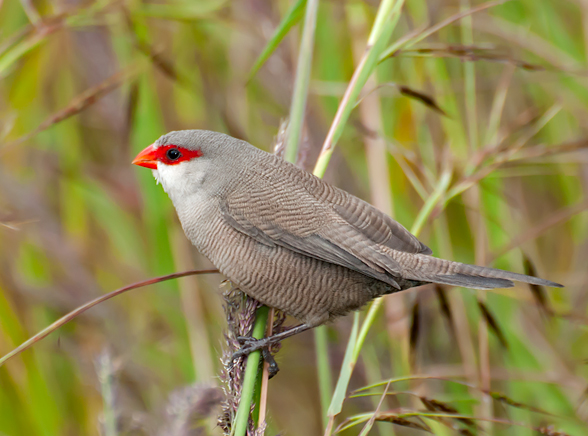
Helena-pinty (Estrilda astrild)
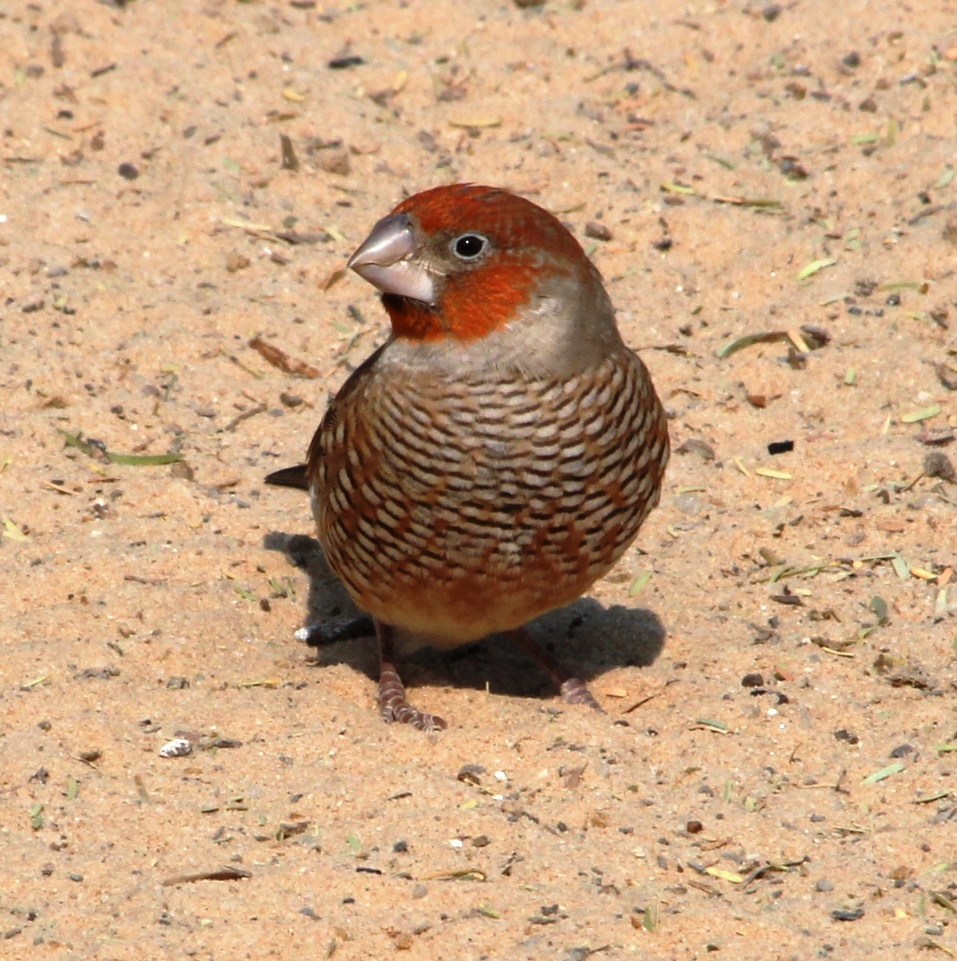
vörösfejű amandina (Amadina erythrocephala)
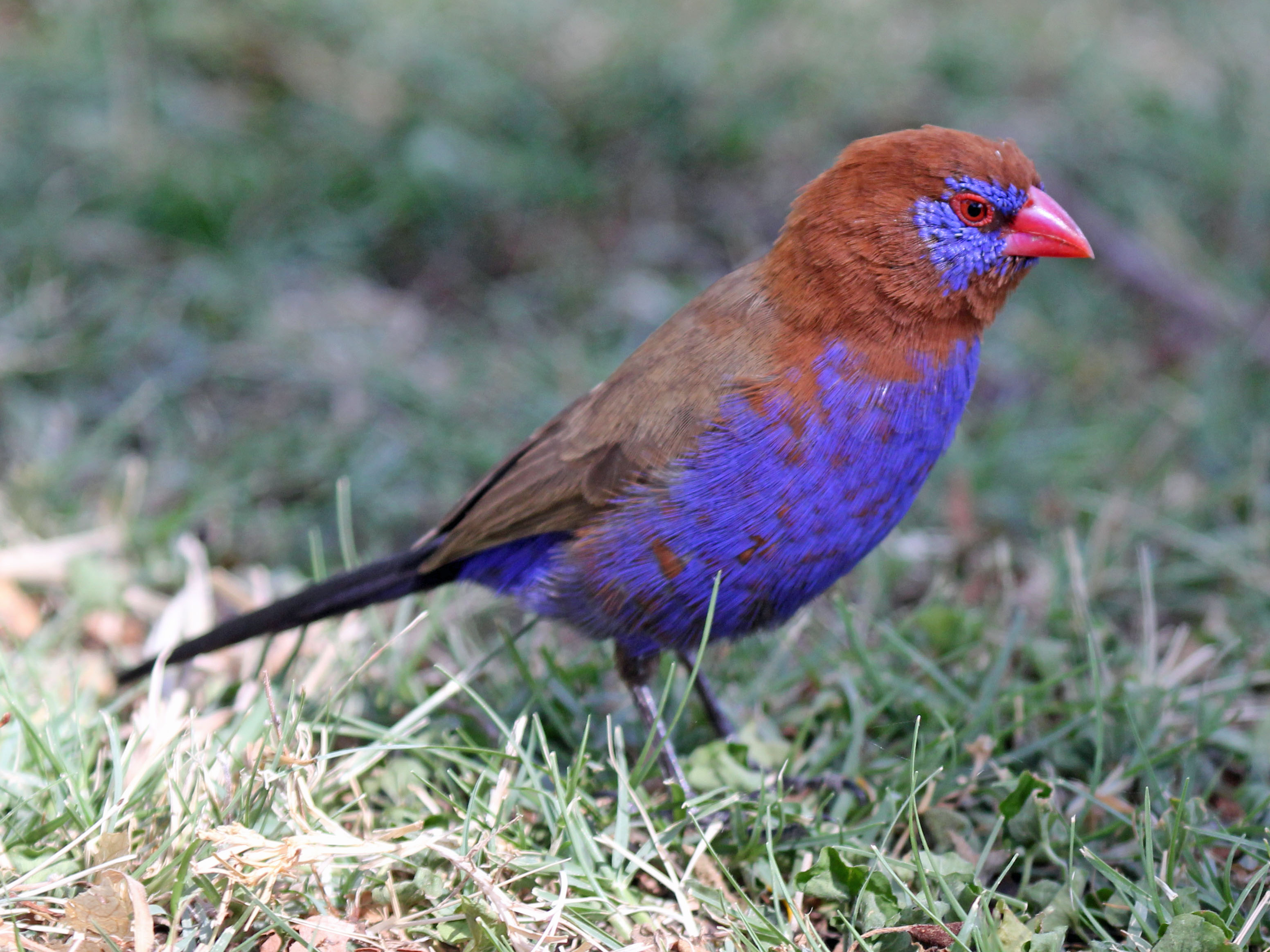
bíbormellű pillangópinty (Uraeginthus ianthinogaster)
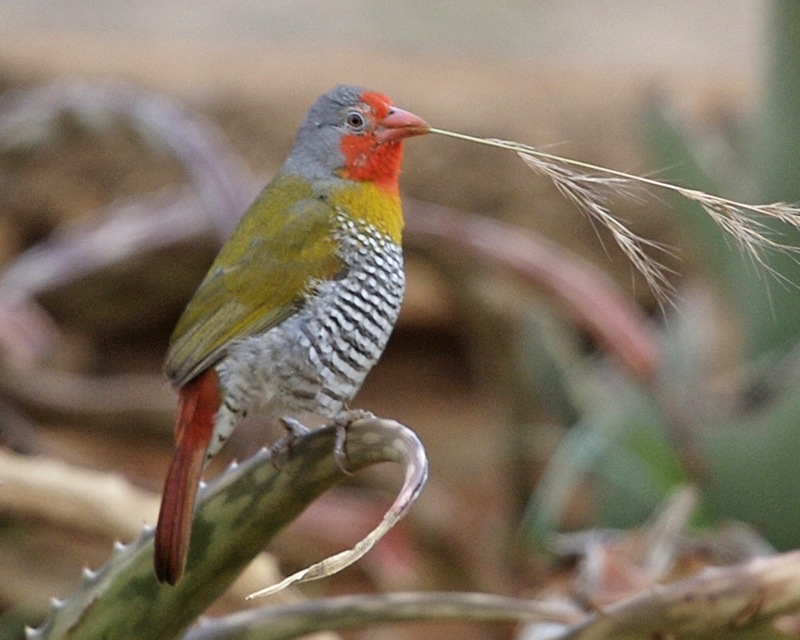
tarka asztrild (Pytilia melba)
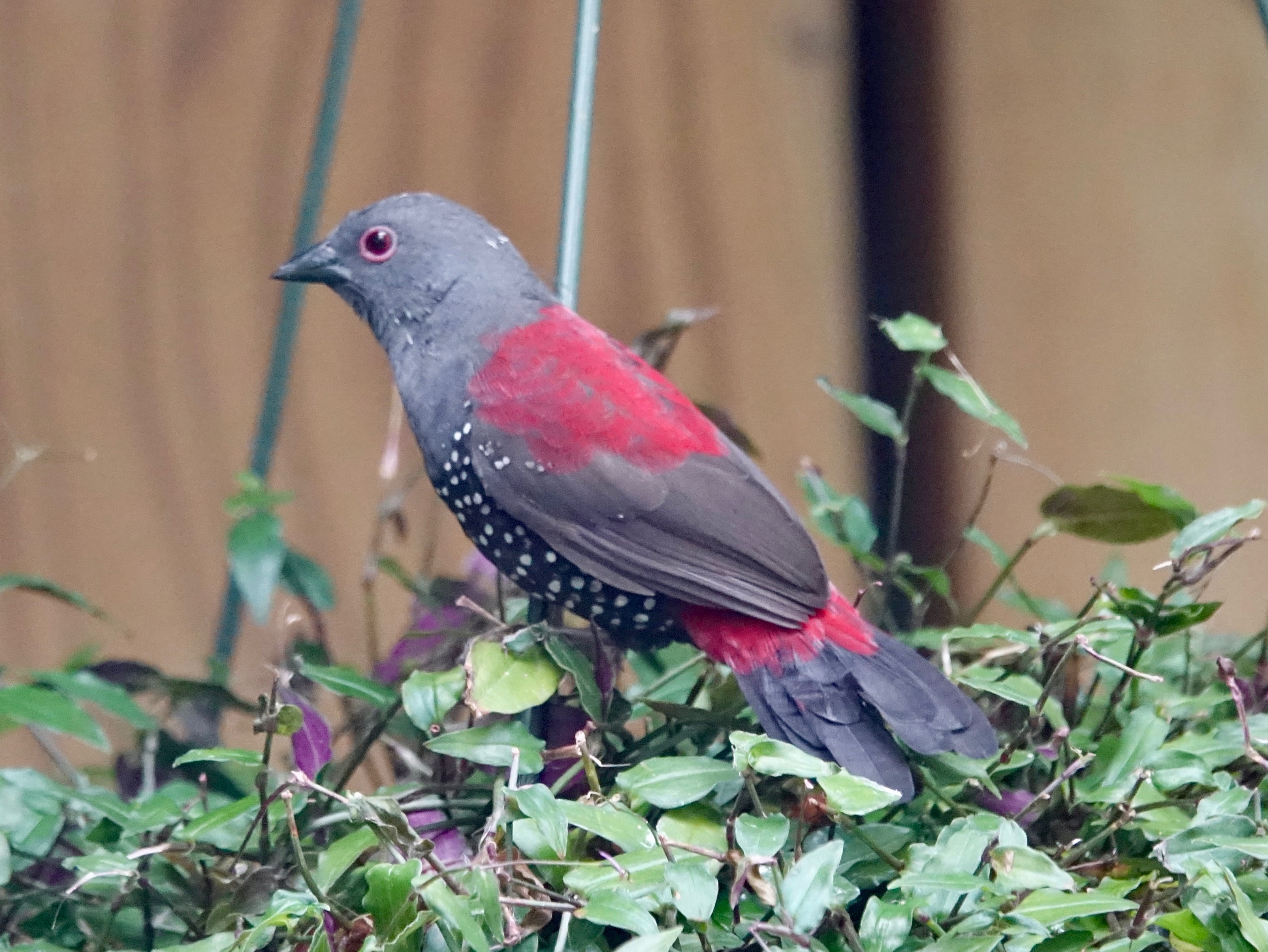
Dybowski pettyesasztrildja (Euschistospiza dybowskii)
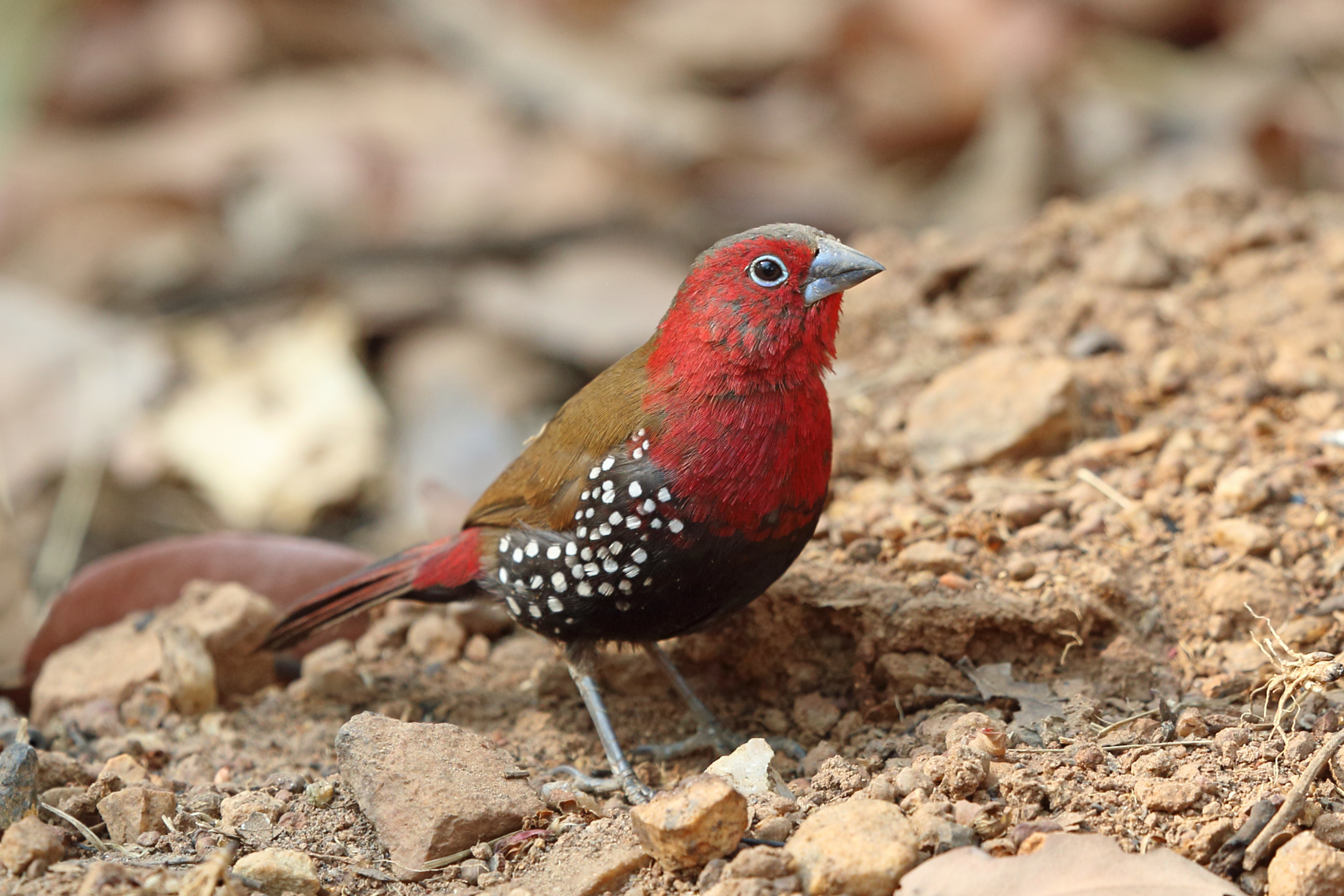
piros pettyesasztrild (Hypargos niveoguttatus)
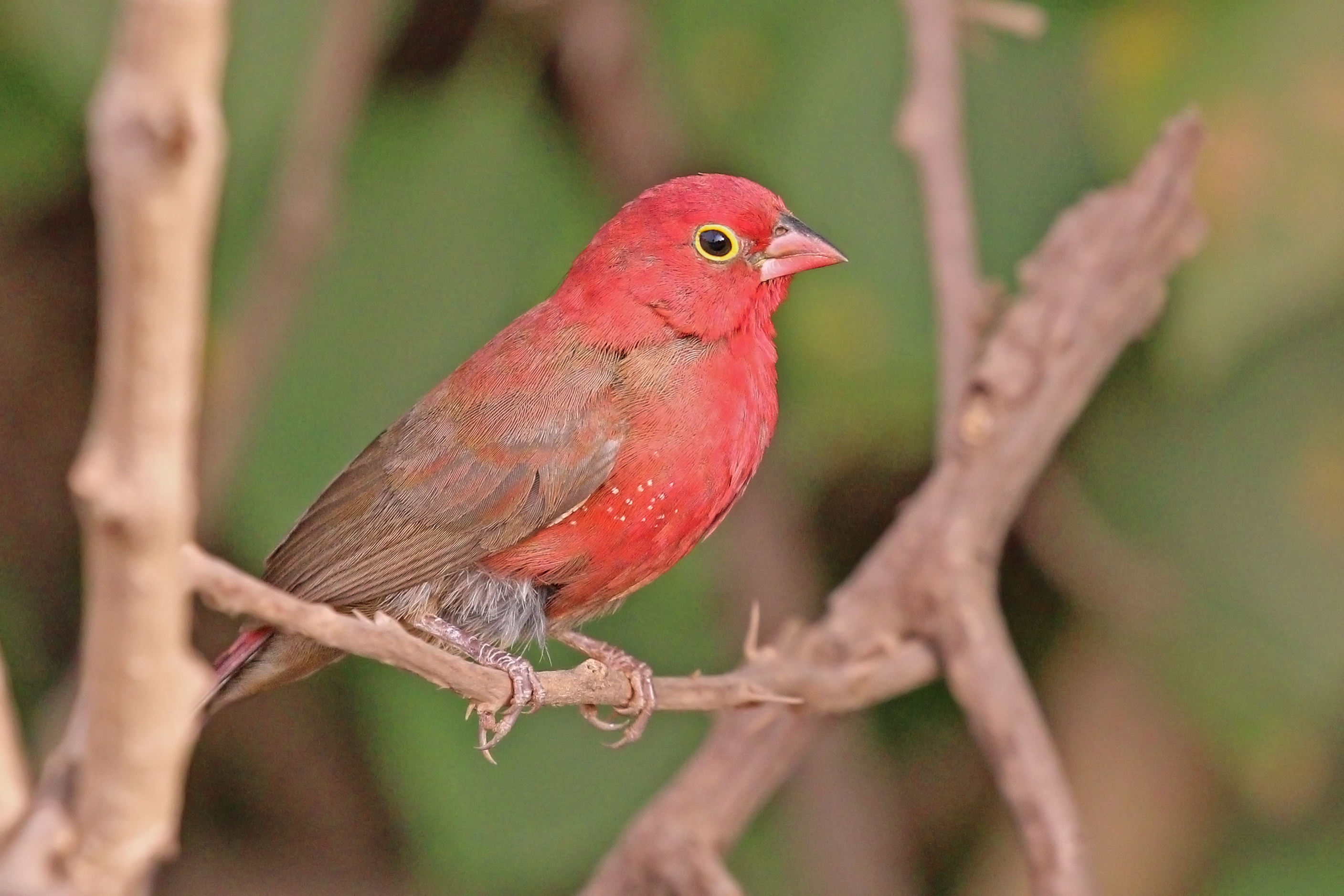
vöröscsőrű tűzpinty (Lagonosticta senegala)